# Xenosphingia
Xenosphingia is een geslacht van vlinders uit de onderfamilie Smerinthinae van de familie pijlstaarten (Sphingidae).

## Soorten
- Xenosphingia jansei Jordan, 1920